# FOSL1

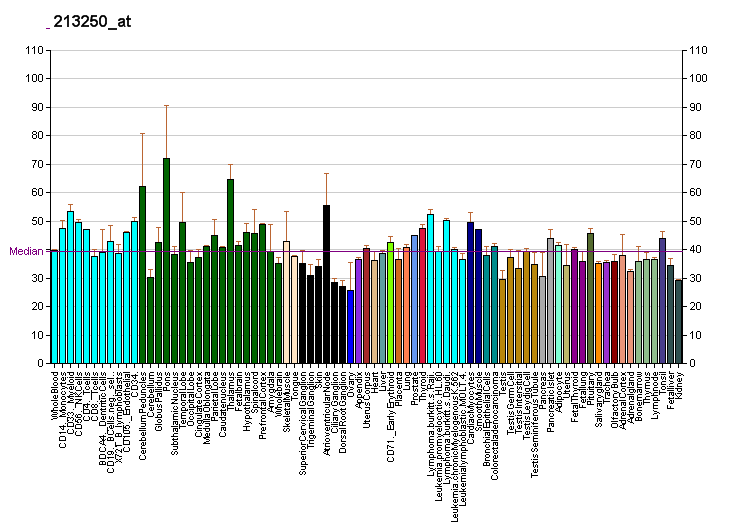
Patrón de expresión génica del gen FOSL1.

El antígeno 1 ligado a Fos (FOSL1) es una proteína codificada en humanos por el gen FOSL1.
La familia de genes Fos consta de cuatro miembros: FOS, FOSB, FOSL1 y FOSL2. Este gen codifica proteínas con cremallera de leucina, que pueden dimerizar con proteínas de la familia JUN, conformando así el factor de transcripción AP-1. Por ello, las proteínas FOS se encuentran implicadas en la regulación de la proliferación celular, diferenciación celular y transformación.

## Interacciones
La proteína FOSL1 ha demostrado ser capaz de interaccionar con:
- USF1[3]
- c-Jun[3]